# Roland Fléchard
Roland Fléchard, né le 2 septembre 1920 à La Baroche-Gondouin et mort le 14 mars 1996 à La Chapelle-d'Andaine, est un industriel français.

## Biographie
Originaire de la Mayenne, Roland Léon Eugène Fléchard nait le 2 septembre 1920 à La Baroche-Gondouin, puis est placé en nourrice au lieu-dit La Villerie. 
Il s'installe après son mariage avec Renée à La Chapelle-Moche. Deux jours plus tard, le 25 avril 1946, le couple crée l'entreprise Fléchard. Ils se spécialisent dans la production de beurre et l'abattage de volailles. Installée rue d'Alençon, l'entreprise déménage route de Domfront.
Il meurt en 1996.
La salle des fêtes de l'ancienne commune La Chapelle-d'Andaine, aujourd'hui Rives d'Andaine, porte son nom.

## Mandat local
- Maire de La Chapelle-d'Andaine de 1977 à 1995